# Angraecum scottianum
Angraecum scottianum är en orkidéart som beskrevs av Heinrich Gustav Reichenbach. Angraecum scottianum ingår i släktet Angraecum och familjen orkidéer.
Artens utbredningsområde är Komorerna. Inga underarter finns listade i Catalogue of Life.

## Bildgalleri

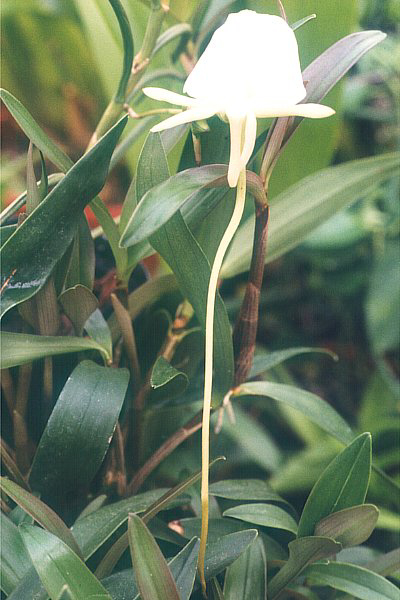
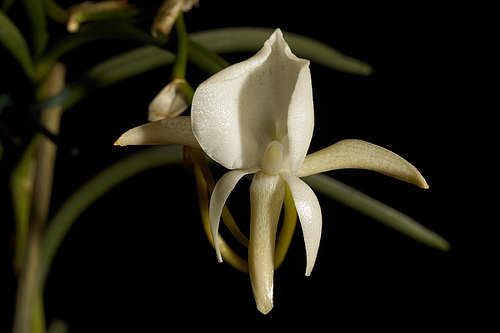
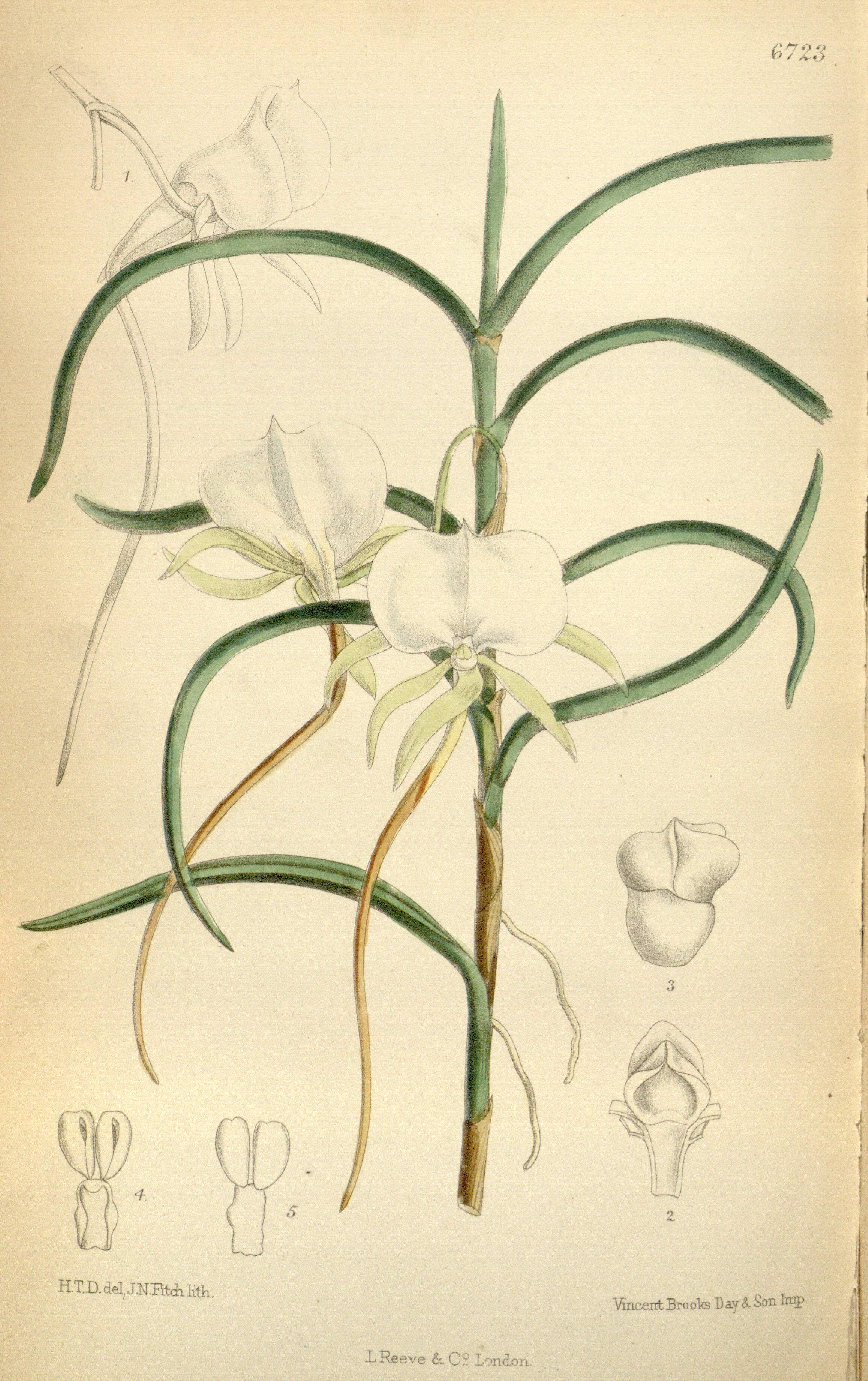
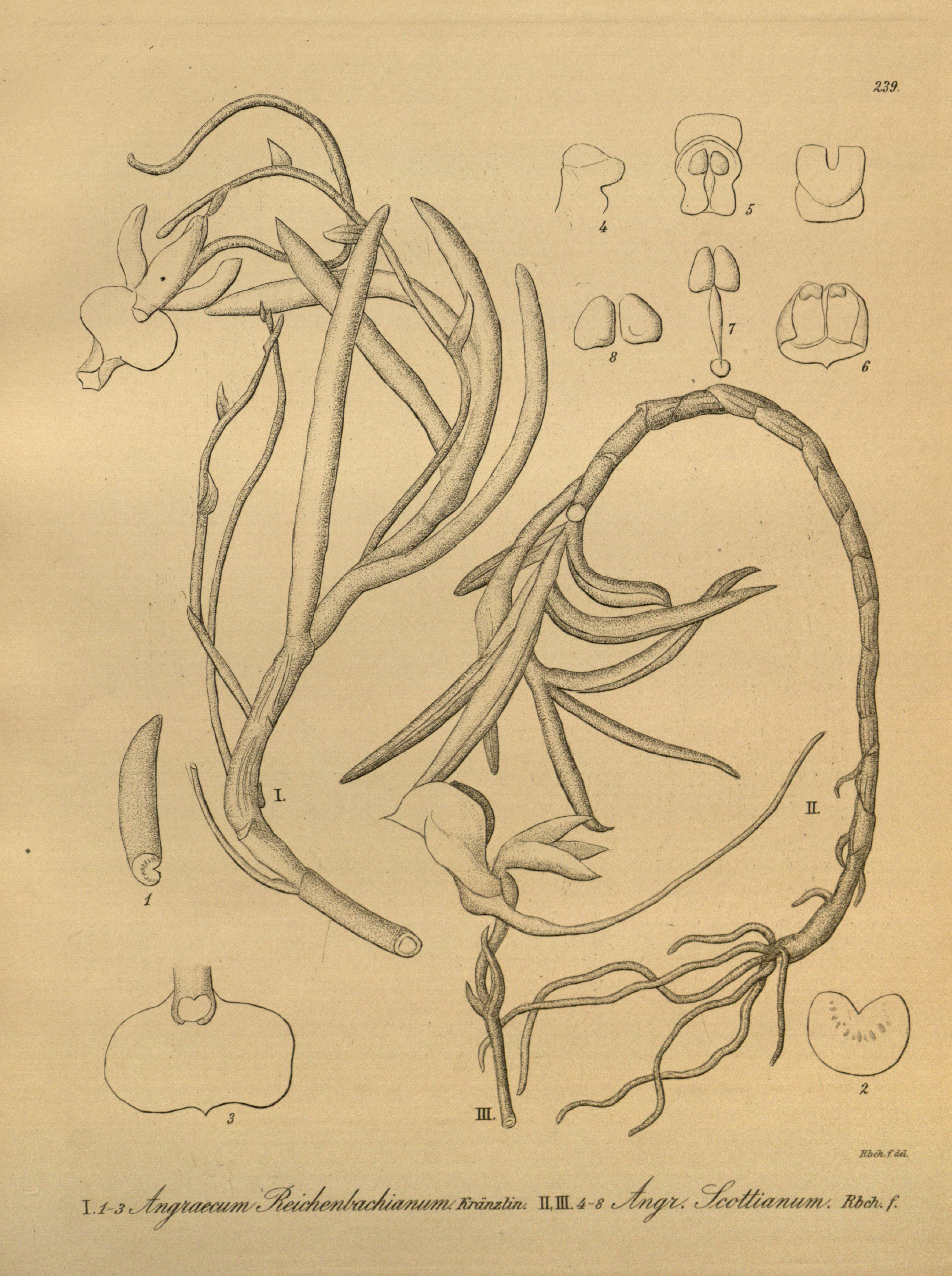
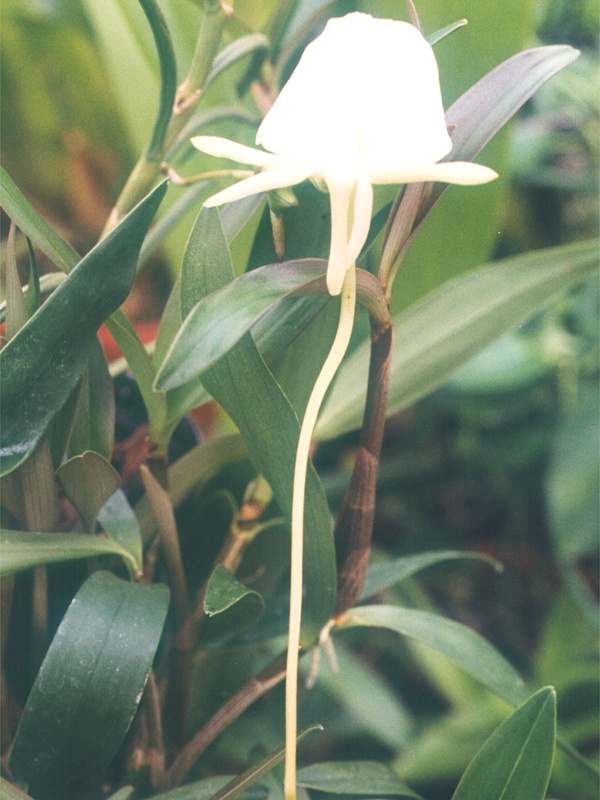
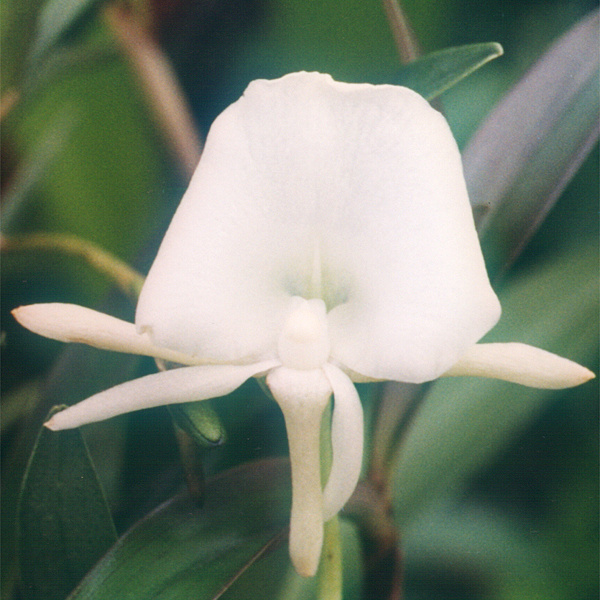